# 朗福德 (堪薩斯州)
朗福德（英語：Longford）是一個位於美國堪薩斯州克萊縣的城市。

## 地方資料
根據2020年美國人口普查的數據，朗福德的面積為0.40平方千米，當中陸地面積為0.40平方千米，而水域面積為0.00平方千米。當地共有人口73人，而人口密度為每平方千米182.5人。